# Viktor Pešta
Viktor Pešta (ur. 15 lipca 1990 w Przybramie) – czeski zawodnik mieszanych sztuk walki (MMA). Były mistrz czesko-słowackiej organizacji Oktagon MMA w wadze półciężkiej. Od 2023 związany z polską federacją KSW, w której zajmuje 9 miejsce w oficjalnym rankingu wagi ciężkiej. 

## Kariera MMA

### Wczesna kariera
W 2006 roku Pešta zaczął trenować tradycyjne Musado pod przewodnictwem Víta Skalníka. Tradycyjne Musado to cywilna wersja sztuki walki Musado, używanej przez wojsko Republiki Czeskiej. W 2008 roku zaczął trenować MMA pod okiem Jiří Veseckého w klubie w Przybramie
Później przeniósł się do Pragi, aby studiować na uniwersytecie i kontynuować karierę w MMA. W Pradze zaczął trenować w klubie Penta Gym. Zaczął amatorsko walczyć w wieku 18 lat. Zawodowy debiut odnotował w 2010 roku.
7 grudnia 2013 stoczył walkę o mistrzostwo wagi ciężkiej organizacji Gladiator Championship Fighting, mierząc się z wieloletnim mistrzem Lukášem Ťupą. Pesta wygrał w pierwszej rundzie, zasypując swojego rywala ciosami z pozycji krucyfiksu. Po tym zwycięstwie stał się numerem 1 w wielu czeskich rankingach zawodników wagi ciężkiej.

### UFC
Pešta stał się znany na całym świecie dzięki swojej witrynie internetowej (letmebeyoursparringpartner.com/). W lutym 2014 podpisał kontrakt z najlepszą organizacją na świecie – Ultimate Fighting Championship.
Pierwszą walkę w amerykańskim gigancie stoczył przeciwko debiutującemu w organizacji Rosjaninowi, Rusłanowi Magomiedowowi, 31 maja 2014 na UFC Fight Night 41. Przegrał walkę jednogłośną decyzją.
W swojej drugiej walce w tej organizacji zmierzył się z również debiutującym pod szyldem UFC Konstantinem Erokhinem, na gali UFC on Fox 14. Pešta wygrał walkę jednogłośną decyzją.
3 października 2015 na UFC 192 zmierzył się z Derrickiem Lewisem. Przegrał walkę przez TKO w trzeciej rundzie.
W kolejnej walce, którą odbył 6 sierpnia 2016 na UFC Fight Night 92 skrzyżował rękawice z Marcinem Tyburą. W niecałą minutę od rozpoczęcia drugiej rundy został ciężko znokautowany kopnięciem na głowę.
Oczekiwano, że 15 stycznia 2017 na UFC Fight Night 103 zmierzy się z Damianem Grabowskim, jednak Polak wycofał się z walki pod koniec grudnia z nieujawnionych powodów i został zastąpiony przez doświadczonego Aleksieja Olejnika. Czech przegrał walkę przez poddanie w pierwszej rundzie.
W maju 2017 roku został zwolniony z UFC.

### Oktagon MMA
19 kwietnia 2019 roku ogłoszono, że Pešta podpisał kontrakt z czesko-słowacką organizacją Oktagon MMA. Ogłoszono także jego przejście do wagi półciężkiej. 
Jego pierwsza walka w organizacji odbyła się 27 lipca 2019 na gali Oktagon 13: Vémola vs. da Silva . Przebiegała ona w limicie wagowym do 96 kg. Jego przeciwnikiem był Amerykanin, Mike Kyle, którego pokonał przez poddanie w pierwszej rundzie.
Następnie powrócił do wagi ciężkiej, aby zawalczyć o pas mistrzowski tej kategorii wagowej z ówczesnym mistrzem, Michalem Martínkiem. Walka odbyła się 9 listopada 2019 roku i zakończyła się zwycięstwem Martínka przez TKO. 

#### Przejście do wagi półciężkiej
Potem nastąpił jego wyczekiwany debiut w wadze półciężkiej. 30 grudnia 2020 roku stanął przeciwko doświadczonemu Ildemarowi Alcântarze z Brazylii. Pokonał go przez TKO w pierwszej rundzie. 
29 maja 2021 roku stoczył walkę z Włochem, Riccardo Nosiglią. Zwyciężył przez techniczny nokaut w drugiej rundzie. Po tym zwycięstwie ogłoszono jego walkę o tytuł organizacji Oktagon w wadze półciężkiej ze znanym niemieckim zapaśnikiem, Stephanem Puetzem. Walka odbyła się 25 września 2021 roku. Pesta wygrał po trzeciej rundzie, po przerwaniu walki przez lekarza, który podejrzewał, że Niemiec ma wieloodłamowe złamanie nosa. Dzięki temu zwycięstwu został pierwszym w historii mistrzem Oktagonu MMA w wadze półciężkiej. Po tym pojedynku kontrakt Czecha wygasł, a on pożegnał się z organizacją.

### KSW
W styczniu 2023 roku podpisał kontrakt z najlepszą polską organizacją – Konfrontacją Sztuk Walki jako zawodnik wagi ciężkiej. Pierwotnie w debiucie dla tej federacji na gali KSW 79 w Libercu miał zmierzyć się z czołowym zawodnikiem tej dywizji, Danielem Omielańczukiem. Ostatecznie na 10 dni przed tym wydarzeniem ogłoszono, że Pešta wypadł z zaplanowanego pojedynku z powodu choroby.
Przełożony debiut w polskiej organizacji odbył dnia 16 września podczas gali KSW 86 we Wrocławiu, gdzie zwyciężył już po dwóch minutach rundy pierwszej przez poddanie Filipa Stawowego. Trzy dni później został dodatkowo wyróżniony bonusem finansowym przez organizację KSW za poddanie wieczoru.
Następnie równo trzy miesiące później zawalczył z Szymonem Bajorem podczas grudniowej gali XTB KSW 89, która miała miejsce w Arenie Gliwice. Przegrał przez niejednogłośną decyzję sędziów. Jeden z punktantów wskazał zwycięstwo Czecha, zaś dwaj pozostali ocenili wygraną dla Polaka.
Oczekiwano, że trzecią walkę pod szyldem polskiej organizacji stoczy 20 lipca 2024 na gali XTB KSW 96: Pawlak vs. Janikowski 2 w łódzkiej Sport Arenie. Jego rywalem miał zostać Brazylijczyk, Matheus Schefel. Czesko-brazylijskie starcie nie doszło do skutku w pierwotnym terminie przez wypadnięcie Pešty z powodu choroby.

## Osiągnięcia

### Mieszane sztuki walki
- Gladiator Championship Fighting
  - 2013: Mistrz GCF w wadze ciężkiej[36]
- World Association of Sporting Organizations
  - 2019: Mistrz WASO w wadze ciężkiej[37]
- Oktagon MMA
  - 2021: Mistrz Oktagon MMA w wadze półciężkiej[38]

## Lista zawodowych walk w MMA
| Wynik     | Bilans | Przeciwnik (bilans przed walką) | Rozstrzygnięcie                             | Runda | Czas | Rozgrywki                                        | Data       | Miejsce        | Uwagi |
| --------- | ------ | ------------------------------- | ------------------------------------------- | ----- | ---- | ------------------------------------------------ | ---------- | -------------- | --- |
| Przegrana | 19-9   | Szymon Bajor (24-10)            | Decyzja (niejednogłośna)                    | 3     | 5:00 | XTB KSW 89: Bartosiński vs. Parnasse             | 16.12.2023 | Gliwice        | |
| Wygrana   | 19-8   | Filip Stawowy (10-3)            | Poddanie (duszenie zza pleców)              | 1     | 2:12 | KSW 86: Wikłacz vs. Przybysz 4                   | 16.09.2023 | Wrocław        | Debiut w KSW. Powrót do wagi ciężkiej. Bonus za poddanie wieczoru.                                                |
| Przegrana | 18-8   | Rob Wilkinson (14-2)            | TKO (ciosy pięściami)                       | 1     | 3:03 | PFL 4: 2022 Regular Season                       | 17.06.2022 | Atlanta        | Playoffy sezonu regularnego PFL 2022 w wadze półciężkiej.                                                         |
| Przegrana | 18-7   | Omari Akhmedov (21-7-1)         | KO (cios pięścią)                           | 1     | 1:25 | PFL 1: 2022 Regular Season                       | 20.04.2022 | Arlington      | Playoffy sezonu regularnego PFL 2022 w wadze półciężkiej.                                                         |
| Wygrana   | 18-6   | Stephan Pütz (20-4)             | TKO (przerwanie przez lekarza)              | 3     | 5:00 | Oktagon 28: Pešta vs. Pütz                       | 25.09.2021 | Praga          | Zdobył pas mistrzowski Oktagon MMA w wadze półciężkiej.                                                           |
| Wygrana   | 17-6   | Riccardo Nosiglia (8-2)         | TKO (ciosy pięściami)                       | 2     | 0:50 | Oktagon 24: Kozma vs. Silva                      | 29.05.2021 | Brno           | |
| Wygrana   | 16-6   | Ildemar Alcântara (26-15)       | TKO (ciosy pięściami)                       | 1     | 4:06 | Oktagon 20: Vémola vs. Lohoré                    | 30.12.2020 | Brno           | Debiut w wadze półciężkiej.                                                                                       |
| Przegrana | 15-6   | Michal Martínek (7-1)           | TKO (kontuzja)                              | 1     | 2:49 | Oktagon 15: Végh vs. Vémola                      | 09.11.2019 | Praga          | Pojedynek o pas mistrzowski Oktagon MMA w wadze ciężkiej.                                                         |
| Wygrana   | 15-5   | Mike Kyle (23-17-1)             | Poddanie (duszenie zza pleców)              | 1     | 1:59 | Oktagon 13: Vémola vs. da Silva                  | 27.07.2019 | Praga          | Debiut w Oktagon MMA. Limit umowny 96 kg.                                                                         |
| Wygrana   | 14-5   | Ivan Vitasović (6-3-1)          | Poddanie (duszenie zza pleców)              | 3     | 3:16 | Night of Warriors 15                             | 06.04.2019 | Liberec        | Zdobył pas mistrzowski World Association of Sporting Organizations w wadze ciężkiej.                              |
| Przegrana | 13-5   | Aleksandr Jemieljanienko (27-7) | TKO (ciosy pięściami)                       | 2     | 3:52 | RCC: Russian Cagefighting Championship 3         | 09.07.2018 | Jekaterynburg  | |
| Wygrana   | 13-4   | Alexander Gladkov (10-1)        | Decyzja (jednogłośna)                       | 3     | 5:00 | Fight Nights Global 84: Deák vs. Chupanov        | 02.03.2018 | Bratysława     | |
| Wygrana   | 12-4   | Alexei Kudin (23-11-1)          | Poddanie (duszenie zza pleców)              | 1     | 4:52 | Fight Nights Global 79: Pavlovich vs. Sidelnikov | 19.11.2017 | Penza          | |
| Wygrana   | 11-4   | Michał Kita (17-9)              | TKO (ciosy pięściami)                       | 2     | 4:39 | XFN 3                                            | 25.06.2017 | Praga          | |
| Przegrana | 10-4   | Aleksiej Olejnik (53-10-1)      | Poddanie (duszenie Ezequiel)                | 1     | 2:57 | UFC Fight Night: Rodríguez vs. Penn              | 15.01.2017 | Phoenix        | |
| Przegrana | 10-3   | Marcin Tybura (13-2)            | KO (wysokie kopnięcie)                      | 2     | 0:53 | UFC Fight Night: Rodríguez vs Caceres            | 06.08.2016 | Salt Lake City | |
| Przegrana | 10-2   | Derrick Lewis (12-4)            | TKO (ciosy pięściami)                       | 3     | 1:15 | UFC 192                                          | 03.10.2015 | Houston        | |
| Wygrana   | 10-1   | Konstantin Erokhin (9-1)        | Decyzja (jednogłośna)                       | 3     | 5:00 | UFC on Fox: Gustafsson vs. Johnson               | 24.01.2015 | Sztokholm      | |
| Przegrana | 9-1    | Rusłan Magomiedow (11-1)        | Decyzja (jednogłośna)                       | 3     | 5:00 | UFC Fight Night: Munoz vs. Mousasi               | 31.05.2014 | Berlin         | Debiut w UFC. |
| Wygrana   | 9-0    | Lukáš Ťupa (5-1)                | TKO (łokcie)                                | 1     | 2:18 | GCF 26: Fight Night                              | 07.12.2013 | Praga          | Zdobył pas mistrzowski Gladiator Championship Fighting w wadze ciężkiej.                                          |
| Wygrana   | 8-0    | Yosef Ali Mohammad (1-0)        | Decyzja (niejednogłośna)                    | 3     | 5:00 | Heroes Fighting Championship                     | 23.03.2013 | Halmstad       | Początkowo zwycięstwo przez niejednogłośną decyzję przez Mohammada. Werdykt zmieniony przez Szwedzki Związek MMA. |
| Wygrana   | 7-0    | Saša Lazić (13-20-1)            | TKO (ciosy pięściami)                       | 1     | 1:53 | Heroes Gate 9                                    | 28.12.2012 | Praga          | |
| Wygrana   | 6-0    | Christian Colombo (2-0)         | Poddanie (duszenie zza pleców)              | 2     | 1:07 | European MMA 1: Casino Fight Night 2             | 15.09.2012 | Kopenhaga      | |
| Wygrana   | 5-0    | Zoran Krpan (0-0)               | TKO (łokcie)                                | 1     | 2:16 | GCF 12: Cage Fight Brno                          | 11.05.2012 | Brno           | |
| Wygrana   | 4-0    | Lukáš Olejník (2-4)             | Poddanie (duszenie zza pleców)              | 1     | 1:01 | GCF 8: Back in the Fight                         | 10.02.2012 | Przybram       | |
| Wygrana   | 3-0    | Alexander Uhlíř (1-0)           | TKO (ciosy pięściami)                       | 1     | 3:59 | Warrior Night 3                                  | 15.12.2011 | Kladno         | |
| Wygrana   | 2-0    | Štefan Krajčí (0-0)             | Decyzja (jednogłośna)                       | 3     | 5:00 | GCF 2: All or Nothing                            | 20.02.2011 | Mladá Boleslav | |
| Wygrana   | 1-0    | Vít Mrákota (2-1)               | Poddanie (dźwignia prosta na staw łokciowy) | 1     | 1:49 | GCF 1: Judgement Day                             | 04.12.2010 | Praga          | Debiut w zawodowym MMA.                                                                                           |